# San Pablo Segundo
San Pablo Segundo är en ort i Mexiko.   Den ligger i kommunen Coxcatlán och delstaten San Luis Potosí, i den centrala delen av landet, 240 km norr om huvudstaden Mexico City. San Pablo Segundo ligger 306 meter över havet och antalet invånare är 275.
Terrängen runt San Pablo Segundo är lite kuperad, och sluttar österut. Runt San Pablo Segundo är det ganska tätbefolkat, med 100 invånare per kvadratkilometer. Närmaste större samhälle är Villa Terrazas, 13,0 km sydost om San Pablo Segundo. I omgivningarna runt San Pablo Segundo växer huvudsakligen savannskog.